# Jan Andersson (socialdemokrat)
Jan Torsten Andersson, född 17 mars 1947 i Helsingborgs Gustav Adolfs församling, Malmöhus län, är en svensk socialdemokratisk politiker som var riksdagsledamot 1988–1994 och ledamot av Europaparlamentet mellan 1995 och 2009. Mellan 2005 och 2009 var han ordförande i Europaparlamentets utskott för sysselsättning och sociala frågor.
Andersson arbetar framför allt med arbetsmarknads-, äldre-, handikapp-, och drogfrågor men även Östersjöfrågor. I Europaparlamentet har han engagerat sig i arbetstagarfrågor och fick hösten 2008 med sig hela Europaparlamentet bakom krav på förändringar i EU:s utstationeringsdirektiv efter EG-domstolens dom i Vaxholmsmålet.
Han har tidigare arbetat som högstadielärare i samhällsorienterande ämnen. Han är gift med Ines Uusmann och har två vuxna döttrar.